# Вацлавичек, Ростислав
Ростисла́в Вацла́вичек (чеш. Rostislav Václavíček; 7 декабря 1946, Враговице — 7 августа 2022, Брно) — чехословацкий футболист и чешский футбольный тренер, играл на позиции защитника. Чемпион Олимпийских игр (1980).

## Биография

### Игровая карьера
Вацлавичек начинал карьеру в клубе «Простеёв», в котором играл в течение некоторого времени. В 1970 году перешёл в «Остраву-Йих», в котором играл один сезон. В 1971 году перешёл в «Зброёвку», в составе которой играл в течение 10 сезонов и в 1978 году выиграл чемпионский титул. Ему принадлежит один из футбольных рекордов — Вацлавичек сыграл в чемпионате Чехословакии 280 матчей подряд без перерыва.
В 1981 году отправился в Бельгию, где в течение трёх сезонов играл за «Хасселт», который тренировал в те годы Йозеф Масопуст. Завершил карьеру на родине в клубе «Зброёвка», в котором отыграл один сезон.

### Карьера в сборной
В составе сборной Чехословакии на олимпийском футбольном турнире 1980 года сыграл в двух матчах — на групповом этапе сборной Нигерии (1:1) и полуфинальном матче со сборной Югославии, который Чехословакия выиграла со счётом 2:0. В составе сборной Чехословакии стал олимпийским чемпионом.

### Тренерская карьера
Работал главным тренером нескольких футбольных клубов в низших лигах, среди которых были «Медланки», «Земан» и «Райград».

### Смерть
Скончался 7 августа 2022 года в Брно в возрасте 75 лет.